# Maybelline Classic 1984
Maybelline Classic 1984 — тенісний турнір, що проходив на відкритих кортах з твердим покриттям у Форт-Лодердейлі (США). Належав до Світової чемпіонської серії Вірджинії Слімс 1984. Тривав з 17 до 23 вересня 1984 року. Перша сіяна Мартіна Навратілова здобула титул в одиночному розряді.

## Фінальна частина

### Одиночний розряд
Мартіна Навратілова —  Мішелл Торрес 6–1, 6–0
- Для Навратілової це був 11-й титул в одиночному розряді за сезон і 97-й — за кар'єру.

### Парний розряд
Мартіна Навратілова /  Елізабет Смайлі —  Барбара Поттер /  Шерон Волш 2–6, 6–2, 6–3
- Для Навратілової це був 19-й титул за сезон і 198-й — за кар'єру. Для Смайлі це був 2-й титул за сезон і 7-й — за кар'єру.